# Anikó Cirjenics-Kovacsics
Anikó Cirjenics-Kovacsics (* 29. August 1991 in Nagyatád, Ungarn, geborene Anikó Cirjenics-Kovacsics) ist eine ehemalige ungarische Handballspielerin.

## Karriere
Cirjenics-Kovacsics begann im Jahr 2001 das Handballspielen bei Berzencén. Über die Zwischenstationen Csurgói NKC und Nagyatádi NKK gelangte sie 2006 zu Győri ETO KC. Nachdem die Rückraumspielerin im ersten Jahr in Győr nur in der zweiten und dritten Mannschaft eingesetzt wurde, gehört sie seit der Saison 2007/08 dem Kader der ersten Mannschaft an. Mit Győri ETO KC gewann sie 2008, 2009, 2010, 2011, 2012, 2013, 2014 und 2016 die ungarische Meisterschaft, sowie 2008, 2009, 2010, 2011, 2012, 2013, 2014, 2015 und 2016 den ungarischen Pokalwettbewerb. In den Jahren 2013 sowie 2014 gewann sie die EHF Champions League. Seit der Saison 2016/17 läuft sie für den ungarischen Verein Ferencváros Budapest auf. Mit Ferencváros gewann sie 2017 den ungarischen Pokal sowie 2021 die ungarische Meisterschaft. Nachdem Cirjenics-Kovacsics sich im März 2021 eine Schulterverletzung zuzog, verletzte sie sich nach ihrer Rückkehr bei den Olympischen Spielen erneut schwer an der Schulter. Während der Rehabilitation wurde Cirjenics-Kovacsics schwanger, wodurch sie die komplette Saison 2021/22 kein Spiel bestritt. Mit Ferencváros gewann sie 2023 und 2024 den ungarischen Pokal. Nach der Saison 2023/24 beendete sie ihre Karriere.
Anikó Cirjenics-Kovacsics bestritt 143 Länderspiele für die ungarische Frauen-Handballnationalmannschaft bestritten, in denen sie 310 Treffer erzielte. Mit der ungarischen Auswahl nahm sie an der WM 2009 und an der EM 2010 teil. Cirjenics-Kovacsics gehörte ebenfalls dem Kader der ungarischen Juniorinnen-Auswahl an, mit der sie 2009 Vizeeuropameister wurde. Mit der ungarischen Auswahl nahm sie an den Olympischen Spielen in Tokio teil.